# Tervasaari (ö i Norra Savolax, Nordöstra Savolax, lat 63,03, long 28,04)
Tervasaari är en ö i Finland. Den ligger i sjön Juurusvesi och Akonvesi och i kommunen Kuopio (tidigare Juankoski) i den ekonomiska regionen  Nordöstra Savolax ekonomiska region  och landskapet Norra Savolax, i den centrala delen av landet, 400 km nordost om huvudstaden Helsingfors. Öns area är 6,1 hektar och dess största längd är 480 meter i sydöst-nordvästlig riktning.